# Aloe vaombe
Aloe vaombe Decorse & Poiss. è una pianta della famiglia delle Asphodelaceae, originaria del Madagascar.

## Descrizione
È una pianta succulenta con fusto alto sino a 5 m e del diametro di 20 cm, all'apice del quale si trova una rosetta di foglie carnose.

## Distribuzione e habitat
La specie è endemica del Madagascar meridionale.